# Colosenses 4

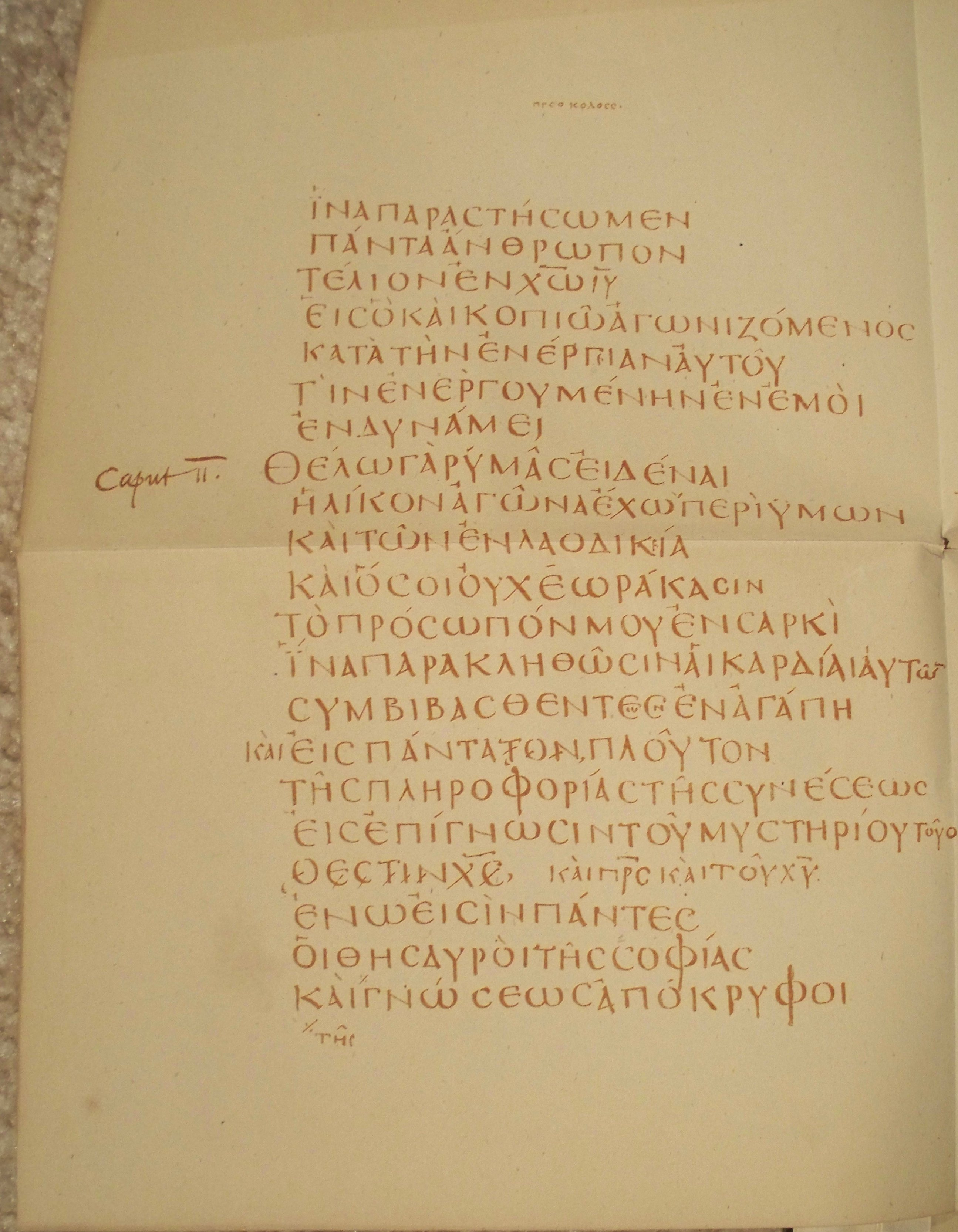
Página que contiene la Epístola a los Colosenses 1:28-2:3 en el Códice Claromontano que se cree fue creado en el año 550 d.C.

 Colosenses 4 es el cuarto capítulo de la Epístola a los Colosenses es el duodécimo libro del Nuevo Testamento de la Biblia cristiana. Fue escrito, según el texto, por Pablo el Apóstol y Timoteo, y dirigido a la iglesia en Colosas, una pequeña ciudad de Frigia cerca de Laodicea y aproximadamente a 100 millas (160,9 km) de Éfeso en Asia Menor. 

## Texto
- La carta original fue escrita en griego koiné y dirigida a la iglesia de la ciudad de Colosas.
- Algunos de los manuscritos más antiguos que contienen copias de este capítulo incluyen
  - Papiro 46 (se cree que fue realizado alrededor del año 200 d. C.)
  - Códice Vaticano (escrito ~325-350 d. C.)
  - Códice Sinaítico (~330-360 M)
  - Códice Alejandrino (~400-440 M)
  - Codex Ephraemi Rescriptus (~450 d. C.; conserva los versículos 3-29)
  - Codex Freerianus (~450 d. C.; se conservan los versículos 1-4, 10-12, 20-22, 27-29)
  - Códice Claromontano (~550 M)
  - Códice Coisliniano (~550 d. C.)
- Este capítulo está dividido en 18 versículos.
- Este capítulo, el más corto de la epístola, contiene la llamada a que los colosenses lleven una vida de oración y una conducta noble, y termina con una conclusión y despedida, como es costumbre en el apóstol Pablo.

## Estructura
División del capítulo:
- Colosenses 4:1 {{{2}}} = Comportamiento con los siervos.
- Colosenses 4:2-6 {{{2}}} = Llamada a la oración y a la noble conducta
- Colosenses 4:7-18 {{{2}}} = Conclusión y despedida

## Versículo 1
Está conectado  con los últimos versículos del capítulo anterior sobre el comportamiento en la vida familiar.
1-Amos: dad a vuestros siervos lo que es justo y equitativo, sabiendo que también vosotros tenéis un Amo en el cielo.
El comentario a este versículo ya se hizo en el capítulo anterior.

## Versículos 2-6
2-Perseverad en la oración, velando en ella con acciones de gracias. 
3-Orad al mismo tiempo por nosotros para que Dios nos abra una puerta a la predicación, y podamos hablar del misterio de Cristo —por el cual estoy encadenado— 
4-para que lo dé a conocer como debo hacerlo. 
5-Comportaos sabiamente ante los de fuera, redimiendo el tiempo. 
6-Que vuestra conversación sea siempre con gracia, sazonada con sal, de forma que sepáis responder a cada uno como conviene. 

### Comentario a los versículos 2-6
La perseverancia en la oración es un aspecto destacado en el Nuevo Testamento y se reconoce como una característica de los primeros cristianos (ver Lc 18,1; Rm 12,12; 1 Ts 5,17,). La oración constante les dio el impulso necesario para difundir el mensaje de Cristo con su vida y su palabra en diversas naciones. Además, el esfuerzo diario por dirigir todas las actividades de la vida hacia Dios fomenta y motiva la oración personal.

¡Cuántas ocasiones se presentan durante el día para elevarse hacia Dios a un alma poseída por el deseo de la propia santificación y de la salvación de otras almas! Angustias íntimas, fuerza y pertinacia de las tentaciones, falta de virtudes, desaliento y esterilidad en los trabajos, innumerables ofensas o negligencias y, finalmente, el temor a los juicios divinos.

Estas necesidades nos impulsan a una oración confiada, humilde y perseverante, que acumula méritos ante el Señor y fortalece nuestra confianza en su gracia. Sin embargo, la oración no debe limitarse a los momentos de dificultad; también las alegrías y los anhelos nobles del corazón deben llevarnos a dialogar con Dios con frecuencia, dándole gracias por los dones recibidos.

Éste es vuestro deber: dar gracias a Dios en vuestras oraciones tanto por los beneficios que sois conscientes de haber recibido, como por los que habéis recibido de Dios sin saberlo. Dadle gracias tanto por los favores que le habéis pedido, como por los que os ha hecho a pesar de vosotros mismos. Dadle gracias tanto por el cielo en el que os promete la felicidad, como por el infierno del que os libra. En una palabra, dadle gracias por todo, aflicciones y alegrías, calamidades y felicidad.

## Versículos 7-18
7-Por lo que se refiere a mí, de todo os informará Tíquico, hermano querido, fiel servidor y compañero de servicio en el Señor, 
8-a quien os envío precisamente para que tengáis noticias nuestras y consuele vuestros corazones, 
9-junto con Onésimo, hermano fiel y muy querido, que es de los vuestros. Ellos os pondrán al corriente de todo lo que aquí sucede. 
10-Os saluda Aristarco, mi compañero de prisión, y Marcos, primo de Bernabé —sobre quien recibisteis instrucciones: acogedle si va a veros
.....
15-Saludad a los hermanos de Laodicea, y a Ninfas y a la iglesia que se reúne en su casa. 
16-Y cuando esta carta haya sido leída entre vosotros, haced que también se lea en la iglesia de Laodicea; y la que os llegue de Laodicea, leedla también vosotros. 
17-Y decidle a Arquipo: «Atiende al ministerio que recibiste en el Señor y cúmplelo bien». 
18-El saludo es de mi mano, Pablo. Acordaos de mis cadenas. La gracia esté con vosotros.

### Comentario a los versículos 7-18
Esta carta, al igual que la dirigida a los efesios, es llevada por Tíquico. Junto a él viaja Onésimo, el esclavo que, tras huir, se convirtió a la fe y fue enviado de vuelta a su amo Filemón por Pablo (ver Flm 10). Entre los nombres mencionados en la carta, algunos son bien conocidos, como Marcos, Bernabé y Lucas. Más adelante, Demas se apartará «por amor a este mundo» (2 Tim 4,10). Arquipo, posiblemente, es hijo de Filemón (ver Flm 2).